# Parastrangalis lateristriata
Parastrangalis lateristriata là một loài bọ cánh cứng trong họ Cerambycidae.